# (299) Thora
(299) Thora es un asteroide perteneciente al cinturón de asteroides descubierto el 6 de octubre de 1890 por Johann Palisa desde el observatorio de Viena, Austria.
Está nombrado por Thora, un dios de la mitología nórdica.